# Santos Abril y Castelló
Santos kardinál Abril y Castelló (* 21. září 1935, Alfambra, Španělsko) je španělský římskokatolický kněz, bývalý vatikánský diplomat, vysoký úředník římské kurie a kardinál.

## Život

### Vatikánský diplomat
Dne 19. května 1960 byl vysvěcen na kněze a začal působit v diecézi Tereul a Albarracín. O tři roky později se začal v Papežské diplomatické akademii připravovat na službu diplomata.
Papež Jan Pavel II. ho 29. dubna 1985 jmenoval apoštolským nunciem v Bolívii a titulárním biskupem diecéze Tamada. Biskupské svěcení přijal 16. června 1985, světitelem byl kardinál Agostino Casaroli. Následně byl představitelem Vatikánu v různých zemích: v Kamerunu (1989–1996), v Jugoslávii (1996–2000), Argentině (2000–2003) a naposledy ve Slovinsku a Makedonii.

### V římské kurii
Dne 22. ledna 2011 se stal vícekomořím Apoštolské Komory a 21. listopadu téhož roku byl jmenován arciknězem římské baziliky Panny Marie Sněžné, kde nahradil ve funkci Bernarda kardinála Lawa. 6. ledna 2012 byla ohlášeno jeho jmenování kardinálem, kardinálské insignie převzal na konzistoři 18. února téhož roku.